# Реджеп Топал
Рецеп Топал (тур. Recep Topal; нар. 29 жовтня 1992) — турецький борець вільного стилю, дворазовий разовий бронзовий призер чемпіонатів Європи.

## Життєпис
Боротьбою почав займатися з 2003 року. У 2009 році став бронзовим призером чемпіонату Європи серед кадетів. У 2015 повторив цей результат на чемпіонаті Європи серед молоді.
Виступає за борцівський клуб «Demir Spor» Стамбул. Тренер — Мутталіп Єрлікая.

## Спортивні результати на міжнародних змаганнях

### Виступи на Чемпіонатах світу
| Змагання                        | Збірна    | Вагова категорія          | Місце |
| ------------------------------- | --------- | ------------------------- | ----- |
| Чемпіонат світу з боротьби 2016 | Туреччина | вільна боротьба, до 61 кг | 21    |
| Чемпіонат світу з боротьби 2018 | Туреччина | вільна боротьба, до 61 кг | 15    |
| Чемпіонат світу з боротьби 2019 | Туреччина | вільна боротьба, до 61 кг | 16    |

### Виступи на Чемпіонатах Європи
| Змагання                         | Збірна    | Вагова категорія          | Місце  |
| -------------------------------- | --------- | ------------------------- | ------ |
| Чемпіонат Європи з боротьби 2018 | Туреччина | вільна боротьба, до 61 кг | Бронза |
| Чемпіонат Європи з боротьби 2019 | Туреччина | вільна боротьба, до 61 кг | Бронза |

### Виступи на Кубках світу
| Змагання                    | Збірна    | Вагова категорія          | Місце |
| --------------------------- | --------- | ------------------------- | ----- |
| Кубок світу з боротьби 2014 | Туреччина | вільна боротьба, до 61 кг | 7     |

### Виступи на інших змаганнях
| Змагання                                        | Збірна    | Вагова категорія          | Місце  |
| ----------------------------------------------- | --------- | ------------------------- | ------ |
| Турнір Яшара Догу 2012                          | Туреччина | вільна боротьба, до 60 кг | 16     |
| Турнір Дмитра Коркіна 2012                      | Туреччина | вільна боротьба, до 60 кг | 10     |
| Турнір Яшара Догу 2013                          | Туреччина | вільна боротьба, до 60 кг | 8      |
| Вогні Москви 2013                               | Туреччина | вільна боротьба, до 60 кг | 4      |
| Турнір Яшара Догу 2014                          | Туреччина | вільна боротьба, до 61 кг | 10     |
| Турнір Дана Колова — Николи Петрова 2014        | Туреччина | вільна боротьба, до 61 кг | 7      |
| Меморіал Вацлава Циолковського 2014             | Туреччина | вільна боротьба, до 61 кг | 7      |
| Вогні Москви 2014                               | Туреччина | вільна боротьба, до 61 кг | 4      |
| Меморіал Вацлава Циолковського 2015             | Туреччина | вільна боротьба, до 61 кг | 5      |
| Турнір Яшара Догу 2016                          | Туреччина | вільна боротьба, до 61 кг | Бронза |
| Меморіал Вацлава Циолковського 2016             | Туреччина | вільна боротьба, до 61 кг | 5      |
| Чемпіонат світу з боротьби серед студентів 2016 | Туреччина | вільна боротьба, до 61 кг | 7      |
| Турнір Яшара Догу 2017                          | Туреччина | вільна боротьба, до 61 кг | 8      |
| Турнір Дана Колова — Николи Петрова 2017        | Туреччина | вільна боротьба, до 61 кг | 5      |
| Гран-прі «Іван Яригін» 2018                     | Туреччина | вільна боротьба, до 61 кг | 10     |
| Турнір Дана Колова — Николи Петрова 2018        | Туреччина | вільна боротьба, до 61 кг | Бронза |
| Турнір Олександра Медведя 2018                  | Туреччина | вільна боротьба, до 61 кг | Бронза |
| Турнір Дана Колова — Николи Петрова 2019        | Туреччина | вільна боротьба, до 61 кг | 8      |
| Турнір Яшара Догу 2020                          | Туреччина | вільна боротьба, до 61 кг | Бронза |

### Виступи на змаганнях молодших вікових груп
| Змагання                                       | Збірна    | Вагова категорія          | Місце  |
| ---------------------------------------------- | --------- | ------------------------- | ------ |
| Чемпіонат Європи з боротьби серед кадетів 2009 | Туреччина | вільна боротьба, до 50 кг | Срібло |
| Чемпіонат Європи з боротьби серед молоді 2015  | Туреччина | вільна боротьба, до 61 кг | Бронза |
| Чемпіонат світу з боротьби серед юніорів 2011  | Туреччина | вільна боротьба, до 55 кг | 12     |